# Hells Canyon
Hells Canyon est un canyon de 16 km de long situé au Nord-Est de l'Oregon et à l'Ouest de l'Idaho aux États-Unis.
C'est aussi le plus profond de l'Amérique du Nord (2 436 m) et l'attraction principale de l'aire nationale de récréation de Hells Canyon.
Il a été creusé par la rivière Snake, affluent du Columbia.

## Galerie

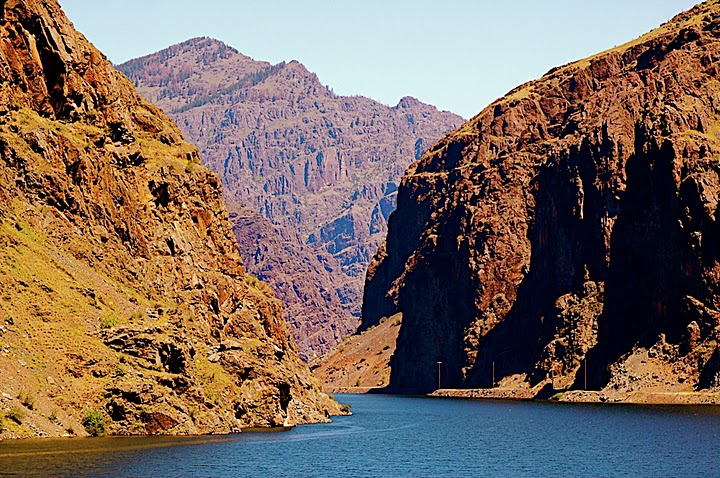
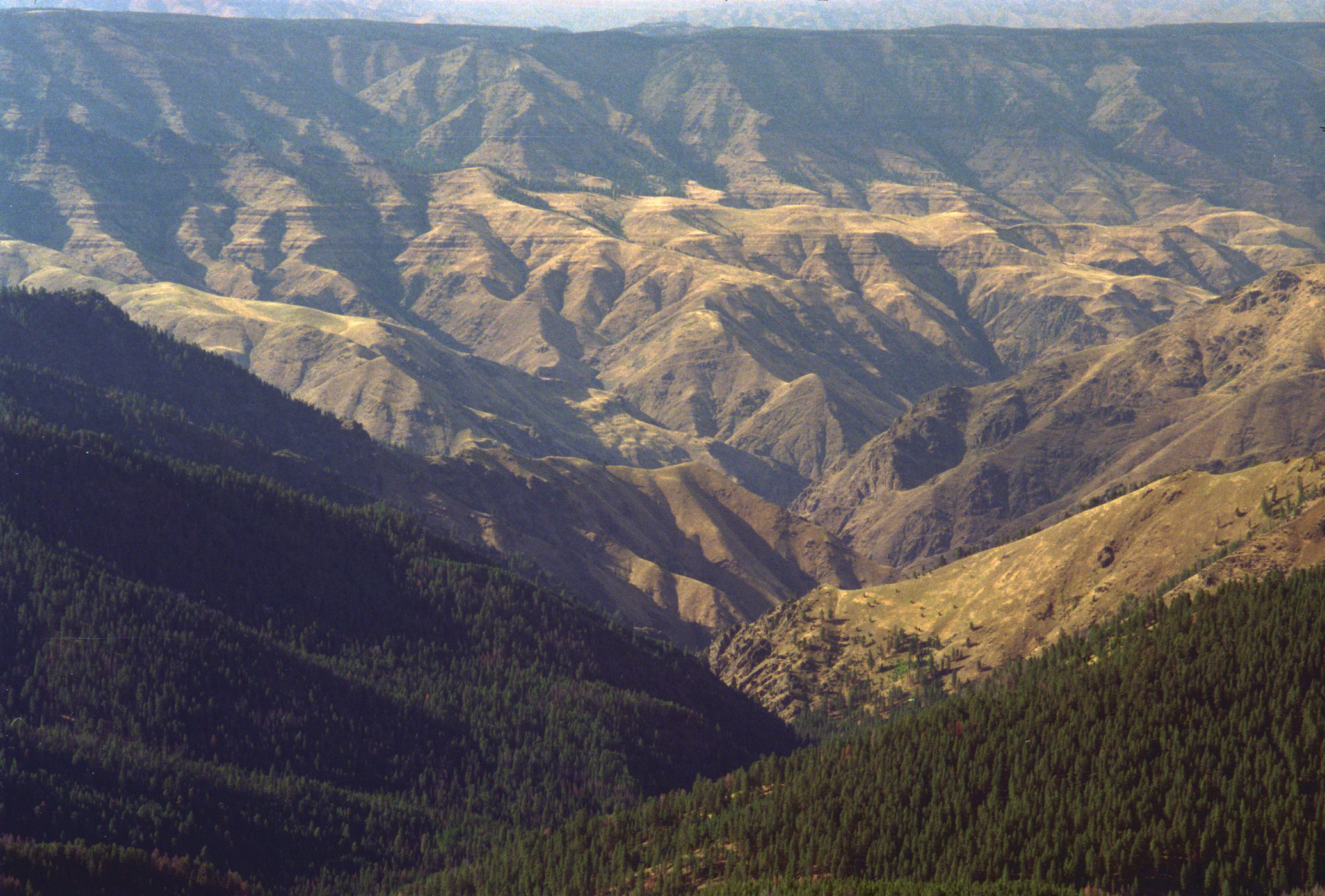
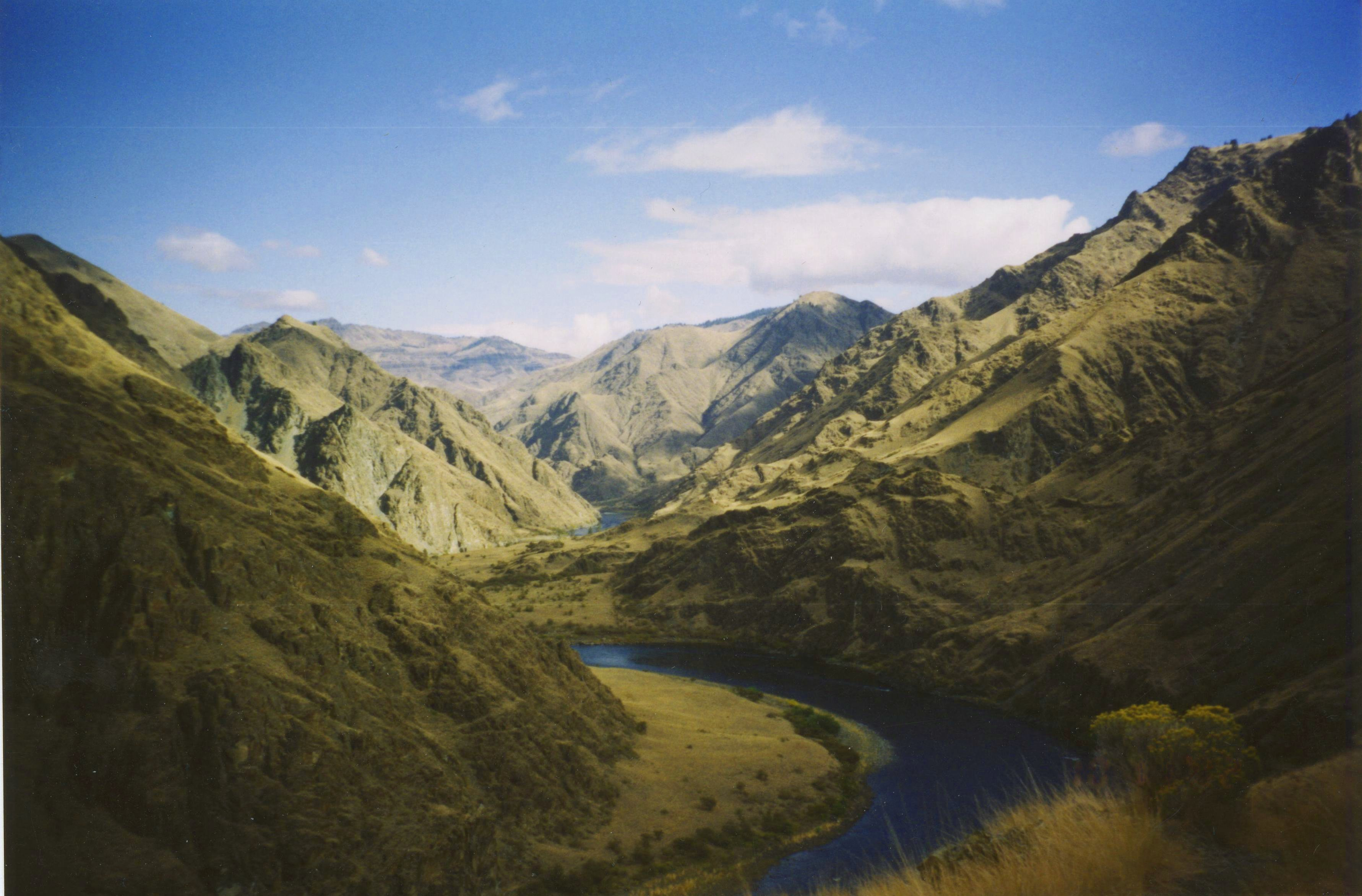